# Aleksandrowsk
Aleksandrowsk (ukr. Олександрівськ) – miasto na Ukrainie w obwodzie ługańskim. Ośrodek przemysłu spożywczego. Od 2014 roku znajduje się pod kontrolą Ługańskiej Republiki Ludowej.
Prawa miejskie posiada od 1961 roku.

## Urodzeni w Aleksandrowsku
- Włodzimierz Sokorski – polski wojskowy, generał brygady Wojska Polskiego, pisarz, dziennikarz, publicysta i polityk. Minister kultury i sztuki (1952–1956), Budowniczy Polski Ludowej[5].

## Demografia
- 1989 – 7 725[4][6]
- 2013 – 6 635[7]
- 2014 – 6 596[1]